# Tony Dinning
Tony Dinning (Wallsend, 9 aprile 1975) è un allenatore di calcio ed ex calciatore inglese, di ruolo centrocampista.

## Carriera
Nel 1993 viene tesserato dal Newcastle Utd, con cui gioca nelle giovanili per la gran parte della stagione 1993-1994 (fanno eccezione alcuni mesi trascorsi al Djurgården, con cui gioca 2 partite nella prima divisione svedese, realizzando tra l'altro anche un autogol). A fine stagione il suo contratto con le Magpies non viene rinnovato e si trasferisce allo Stockport County, club della terza divisione inglese, con cui fin dalla sua prima stagione gioca da titolare, mettendo a segno una rete in 40 partite di campionato. L'anno seguente gioca invece solamente 10 partite, a cui ne aggiunge ulteriori 20 nella stagione 1996-1997, terminata con la promozione del club in seconda divisione, categoria in cui nel corso della stagione 1997-1998 realizza 4 reti in 30 presenze. L'anno seguente realizza invece 5 reti in 41 presenze, bilancio che migliora ulteriormente nella stagione seguente, in cui con 12 reti in 44 presenze si conferma essere uno dei migliori giocatori in squadra. Nel settembre del 2000, dopo ulteriori 6 presenze in seconda divisione, passa per 700000 sterline al Wolverhampton, altro club della medesima categoria, dove rimane per poco più di un anno solare realizzando 6 reti in 35 partite di campionato prima di passare per 750000 sterline al Wigan, club di terza divisione, con cui realizza 5 reti in 33 partite di campionato, concludendo però la stagione in prestito allo Stoke City, con cui gioca 5 partite nella medesima categoria (8 se si comprendono anche i play-off), vincendo peraltro la finale play-off (con conseguente promozione in seconda divisione).
Terminato il prestito torna al Wigan, dove con 7 reti in 38 presenze contribuisce alla vittoria del campionato; l'anno seguente gioca ulteriori 13 partite in seconda divisione sempre con il Wigan, per poi passare in prestito prima al Walsall (con cui gioca 5 partite in seconda divisione) e poi al Blackpool (10 presenze e 3 reti in terza divisione), con cui vince anche il Football League Trophy (torneo di cui gioca da titolare la vittoriosa finale contro il Southend Utd). Inizia poi la stagione 2004-2005 ancora al Wigan, senza però giocare ulteriori partite ufficiali; passa quindi in prestito all'Ipswich Town, con la cui maglia gioca 7 partite in seconda divisione. Successivamente si trasferisce (prima in prestito e dopo breve tempo a titolo definitivo) al Bristol City, con cui nella stagione 2004-2005 gioca 19 partite in terza divisione. Il 22 marzo 2005 passa in prestito per il resto della stagione al Port Vale, con cui disputa ulteriori 7 partite (con anche 3 gol segnati) in terza divisione.
Nell'estate del 2005 passa poi a titolo definitivo ai Valiants, di cui diventa anche capitano, e con cui nel corso della stagione 2005-2006 realizza 2 reti in 35 partite di campionato. A fine stagione fa ritorno allo Stockport County, con cui mette a segno 2 reti in 32 partite in quarta divisione, arrivando così ad un bilancio totale di 257 presenze e 30 reti in partite ufficiali con il club. A fine stagione lascia però nuovamente lo Stockport County (con cui rescinde consensualmente il contratto) e passa al Chester City, altro club di quarta divisione, con cui rimane in rosa per una stagione e mezzo totalizzando complessivamente 24 presenze e 2 reti in partite di campionato, arrivando quindi ad un totale in carriera (play-off inclusi) di 457 presenze e 55 reti nei campionati della Football League. Conclude poi la stagione 2008-2009 con due brevi periodi in prestito ai semiprofessionisti di Grays Athletic (in Conference National, quinta divisione e più alto livello calcistico inglese al di fuori della Football League) e Gateshead (con cui vince i play-off della Conference North, conquistando così una promozione in quinta divisione). Inizia poi la stagione 2009-2010 segnando un gol in 6 partite in Southern Football League con l'Hednesford Town, per poi all'esonero dell'allenatore Dean Edwards chiedere di essere ceduto, passando agli Stafford Rangers, nuovamente in sesta divisione. Nel dicembre del 2009 a causa di un colpo di frusta rimediato in un incidente automobilistico in cui è coinvolto perde alcune settimane di azione in campo, salvo poi al suo ritorno diventare per alcune partite (durante l'assenza di Nick Wellecomme, che ricopriva in precedenza il ruolo) capitano del club. Nelle settimane conclusive della stagione perde invece il posto in squadra, anche a causa di una sconfitta (in cui aveva sbagliato un rigore) in inferiorità numerica contro l'Ilkeston Town, in cui la sua prestazione in campo era stata particolarmente negativa. Anche per questo motivo, in estate Dinning lascia il club bianconero e passa al Bridgnorth, club di Midland Football Alliance (nona divisione), in cui è contemporaneamente sia giocatore che vice dell'allenatore Lee Mills; a fine stagione, dopo complessive 13 presenze, lascia il club ed all'età di 36 anni si ritira definitivamente.

## Palmarès

### Giocatore

#### Competizioni nazionali
- Campionato inglese di terza divisione: 1

Wigan: 2002-2003
- Football League Trophy: 1

Blackpool: 2003-2004